# Сент Питер (Минесота)
Сент Питер (енгл. St. Peter) град је у америчкој савезној држави Минесота.

## Демографија
По попису из 2010. године број становника је 11.196, што је 1.449 (14,9%) становника више него 2000. године.
| Група             | 2000.         | 2010.         |
| Белци             | 9.037 (92,7%) | 9.698 (86,6%) |
| Афроамериканци    | 153 (1,6%)    | 369 (3,3%)    |
| Азијати           | 149 (1,5%)    | 180 (1,6%)    |
| Хиспаноамериканци | 296 (3,0%)    | 718 (6,4%)    |
| Укупно            | 9.747         | 11.196        |